# 米根·本菲托
米根·本菲托（英語：Meaghan Benfeito，1989年3月2日—），加拿大女子跳水運動員。

## 簡歷
2012年，米根·本菲托代表俄罗斯參加英國倫敦舉行的奥林匹克运动会跳水比賽，與罗莎琳·费利恩搭檔出戰女子雙人10米高臺賽事，最終獲得銅牌。此外，她個人亦出戰女子10米高臺賽事，最終获得第11名。
2021年跳水世界盃於日本東京舉行，本菲托和搭檔凱莉·麥凱在雙人10公尺跳台比賽中獲得金牌。

## 主要比賽成績
只列出曾進入三甲的國際賽事成績：
| 年份   | 賽事                   | 項目         | 拍檔          | 成績   | 成績 |
| ------ | ---------------------- | ------------ | ------------- | ------ | ---- |
| 2015年 | 跳水大獎賽羅斯托克站   | 10米高台     | －            | 360.30 | 冠軍 |
| 2015年 | 跳水大獎賽羅斯托克站   | 女雙10米高台 | 罗莎琳·费利恩 | 302.55 | 冠軍 |
| 2015年 | 世界跳水系列賽北京站   | 10米高台     | －            | 393.45 | 季軍 |
| 2015年 | 世界跳水系列賽北京站   | 女雙10米高台 | 罗莎琳·费利恩 | 310.86 | 季軍 |
| 2015年 | 世界跳水系列賽北京站   | 混雙10米高台 | 樊尚·里安多   | 330.06 | 亞軍 |
| 2015年 | 世界跳水系列賽杜拜站   | 女雙10米高台 | 罗莎琳·费利恩 | 321.27 | 亞軍 |
| 2015年 | 世界跳水系列賽杜拜站   | 混雙10米高台 | 樊尚·里安多   | 335.58 | 亞軍 |
| 2015年 | 跳水大獎賽加蒂諾站     | 女雙10米高台 | 罗莎琳·费利恩 | 320.55 | 亞軍 |
| 2015年 | 跳水大獎賽加蒂諾站     | 混雙10米高台 | 樊尚·里安多   | 315.42 | 冠軍 |
| 2015年 | 世界跳水系列賽喀山站   | 10米高台     | －            | 383.10 | 冠軍 |
| 2015年 | 世界跳水系列賽喀山站   | 女雙10米高台 | 罗莎琳·费利恩 | 316.11 | 亞軍 |
| 2015年 | 世界跳水系列賽喀山站   | 混雙10米高台 | 樊尚·里安多   | 325.38 | 亞軍 |
| 2015年 | 世界跳水系列賽溫莎站   | 女雙10米高台 | 罗莎琳·费利恩 | 317.28 | 季軍 |
| 2015年 | 世界跳水系列賽溫莎站   | 混雙10米高台 | 樊尚·里安多   | 322.98 | 亞軍 |
| 2016年 | 奧林匹克運動會跳水比賽 | 女雙10米高台 | 罗莎琳·费利恩 | 336.18 | 銅牌 |
| 2016年 | 奧林匹克運動會跳水比賽 | 10米高台     | －            | 389.20 | 銅牌 |